# Ватрогасни корпус Монака
Ватрогасни корпус Монака (фр. Corps des Sapeurs-Pompiers de Monaco) је одељење за гашење пожара и цивилну одбрану Кнежевине Монако. Одељење је надлежно за гашење пожара и ризике свих врста, пружање личне помоћи и заштиту имовине на територији Кнежевине Монако и суседних француских општина (Кап д’Ај као и део општине Roquebrune-Cap-Martin) на основу Билатералног споразума о узајамној помоћи из 1970. године.
Ватрогасни корпус Монака чини Јавну снагу са Четом кнежевих карабињера.

## Историја
19. јуна 1909. године кнез Алберт I сувереном уредбом бр. 1778 основао је Ватрогасни корпус. Према сувереној уредби, ватрогасни орган је био одговоран за пружање ватрогасних и спасилачких услуга и помагање у одржавању јавног реда и мира.
Ватрогасни корпус Монака је прославио стогодишњицу постојања 2009. године.
Од 1949. године, значка Ватрогасног корпуса Монака постала је препознатљива. Садашња значка је пуштена у употребу 1958. године одлуком кнеза Монака. Од 1950. године, јединица има обележје које симболизује понос и част корпуса, али и његову посвећеност Сувереном кнезу и Кнежевини Монако.
У септембру 2020. године, кнез Алберт II од Монака је отворио нови Центар за управљање кризним догађајима и за извођење спасилачких операција (ЦГЕЦОС) који је основан у дому ватрогасаца Монака.

## Организација

### Команда
Корпус је организован на следећи начин:
- Команда састављена од команданта корпуса и његовог заменика

- Ниво управљања који обухвата
  - Центар за управљање догађајима и хитне операције (CGECOS)
  - Центар за спасавање La Condamine
  - Спасилачки центар Фонвјеј који окупља све специјализоване тимове.
- Ниво управљања који укључује различите канцеларије
  - канцеларија за превенцију
  - канцеларија за планирање и управљање операцијама
  - канцеларија за логистичку и техничку подршку
  - канцеларију за обуку/инструкције/спорт
  - администрацију/канцеларију за људске ресурсе/финансије.

Ови нивои управљања, заједно са командом чине генералштаб.

#### Људство
Корпус се састоји од 9 официра, 32 подофицира и 109 другог чина (укључујући 13 цивилних службеника), пружајући ватрогасне, спасилачке и хитне медицинске услуге. Официрски чинови (по опадајућем редоследу старешинства) су: пуковник, потпуковник, командант, капетан, поручник и потпоручник.

## Обавезе

### Оперативне мисије
- Гашење пожара свих врста
- Борба против хемијских или радиолошких ризика
- Спасавање за незгоде на јавним путевима
- Прва помоћ и транспорт болесних или повређених
- Помоћ животињама у невољи
- Заштита имовине од ризика свих врста (метеоролошких, технолошких, итд.)
- Борба против загађења на копну

Корпус обезбеђује надзор и одбрану од пожара у Кнежевој палати, океанографском музеју или током великих спортских, уметничких или културних догађаја.

#### Мисије цивилне безбедности
- Израда националних планова за ванредне ситуације
- Стални контакт са међународним организацијама у области великих природних и технолошких ризика
- Акције сарадње са земљама у развоју (Мауританија, Буркина Фасо) у сарадњи са њиховим ватрогасним службама

Јединица такође има интервентни одред за интервенције у природним или технолошким катастрофама као део међународне помоћи цивилној безбедности.